# تركيا للتأمين
تركيا للتأمين (بالتركية: Türkiye Sigorta) هي شركة تأمين بدأت نشاطها اعتبارًا من 27 أغسطس 2020. تم تأسيسها من خلال دمج شركات التأمين العامة التابعة لصندوق الثروة السيادي التركي، وهي زراعت للتأمين ش.م.، هالك للتأمين ش.م.، مع شركة غونيش للتأمين ش.م.
وقد بدأت تُتداول في بورصة إسطنبول تحت الرمز TURSG.
في الوقت الحاضر، حققت شركة تركيا للتأمين في عام 2020 أرباحاً قدرها 1.15 مليار ل.ت، وتمكنت من زيادة أصولها إلى 10.7 مليار ل.ت، مسجلةً نمواً بنسبة 32%. واعتباراً من نفس الفترة، رفعت نسبة السيولة الجارية إلى 130%، وبلغت ربحية الأصول 11%.

## الخدمات
تقدم شركة تركيا للتأمين مجموعة متنوعة من خدمات التأمين التي تشمل:
- التأمين على السيارات: يشمل تأمينات ضد الحوادث، السرقة، الأضرار، والمسؤولية تجاه الغير.
- التأمين الصحي: يشمل تغطية تكاليف العلاج الطبي، الفحوصات، والأدوية.
- التأمين على الحياة: يشمل خطط تأمين لحماية الأسرة والمستفيدين في حالة الوفاة.
- التأمين ضد الزلازل (DASK): تغطية الأضرار الناتجة عن الزلازل، وهي إلزامية في تركيا.
- تأمين السفر: يشمل تغطية الحوادث، المرض، وفقدان الأمتعة أثناء السفر.
- التأمين على الممتلكات: يشمل تغطية الأضرار التي تلحق بالممتلكات بسبب الحريق، السرقة، أو الكوارث الطبيعية.